# ويليام كونينغهام
ويليام كونينغهام (بالإنجليزية: William Cunningham)‏ (27 أكتوبر 1899 - ) هو لاعب كرة قدم بريطاني (وحمل سابقاً جنسية المملكة المتحدة لبريطانيا العظمى وأيرلندا) في مركز الوسط. لعب مع نادي ليفربول.

## وصلات خارجية
- ويليام كونينغهام على موقع قاعدة بيانات كرة القدم.إي يو (الإنجليزية)